# Plutos frukostben
Plutos frukostben (engelska: Bone Bandit) är en amerikansk animerad kortfilm med Pluto från 1948.

## Handling
Pluto ska gräva upp ett av sina hundben, men innan han överhuvudtaget kan göra det måste han besegra en sork som han hamnat i bråk med.

## Om filmen
Filmen hade svensk premiär den 19 september 1949 och visades på biografen Spegeln i Stockholm.

## Rollista
- Pinto Colvig – Pluto[6]